# Walton (New York)
Walton è un villaggio degli Stati Uniti d'America, situato nello stato di New York, nella contea di Delaware.